# Малгожата Бранденбургская
Маргарита Бранденбургская (нем. Margareta von Brandenburg, пол. Małgorzata Brandenburska; около 1270 года — 1 мая 1315 года) — немецкая дворянка из рода Асканиев, бывшая благодаря двум своим бракам княгиней Великопольской (в 1293—1296 годах), королевой Польши (в 1295—1296 годах) и герцогиней Саксен-Лауэнбургской (в 1302—1308 годах).
Она была самым младшим ребёнком и второй дочерью Альбрехта III, маркграфа Бранденбурга, и Матильды Датской, дочери короля Дании Кристофера I.

## Биография
После смерти своей второй жены Рыксы Шведской около 1292 года князь Великопольский Пшемысл II пожелал жениться в третий раз. Выбор Маргариты был обусловлен главным образом политическими причинами, поскольку она была членом могущественного рода Асканиев и имела поморскую родословную (её бабушкой по материнской линии была Маргарита Померанская, впоследствии королева Дании Маргарита), что дало бы великопольскому правителю дополнительные права на его ожидаемое наследство в виде Восточного Поморья (Померелии).
Учитывая относительно близкие родственные связи между Пшемыслом II и Маргаритой (оба они были правнуками Пржемысла Отакара I), они нуждались в папском разрешении, чтобы вступить в брак. Церемония бракосочетания состоялась незадолго до 13 апреля 1293 года; по мнению некоторых историков, вероятно, именно по этому случаю была отпразднована и помолвка дочери Пшемысла II Эльжбеты Рыксы с братом Маргариты Отто Бранденбург-Зальцведельским.
Маргарита была коронована вместе со своим мужем в соборе Гнезно в воскресенье 26 июня 1295 года, в день святых Иоанна и Павла. Это была первая коронация польского короля и королевы за 219 лет. Маргарита была первой бесспорной королевой-консортом Польши со времён Рыксы Лотарингской, жившей в XI веке.
Правление Пшемысла II продлилось недолго. 8 февраля 1296 года он был похищен людьми из семьи Маргариты с некоторой помощью польских дворянских семей Наленч и Заремба и убит в Рогозьно Якубом Касубой. Немецкий хронист Дитмар Любекский указывал, что Маргарита принимала участие в заговоре из-за своих родственных связей. Неизвестно, обнаружил ли он эту информацию в более ранних источниках или вывел её на основе простой связи: поскольку Маргарита происходила из семьи, обвиняемой в убийстве, она должна была также участвовать в нём.
Маргарита, ставшая вдовствующей королевой, осталась в Польше (где получила в приданое часть Великой Польши, согласно обычаю династии Пястов) и ухаживала за своей падчерицей Эльжбетой Рыксой, невестой своего брата Оттона. Вскоре после этого, по неизвестным причинам, Маргарита вернулась в Бранденбург, взяв с собой Эльжбету Рыксу.
Оказавшись на своей родине, Маргарита была помолвлена с Николаем I, князем Ростока и членом Мекленбургского дома. Однако в 1299 году помолвка была расторгнута Николаем I, который предпочёл жениться на померанской княжне. Примерно в это же время умер ее брат Оттон, и ее падчерица Эльжбета Рыкса вернулась в Польшу.
Некоторое время спустя был заключён ещё один брак Маргариты, на этот раз с Альбрехтом III, который вместе со своими братьями Эрихом I и Иоганном II, правил герцогством Саксен-Лауэнбург, отделённым от Саксонии в 1296 году. Поскольку Альбрехт III и Маргарита были тесно связаны родственными отношениями (оба принадлежали к роду Асканиев), 24 сентября 1302 года в Ананьи было даровано папское разрешение на их брак, который был заключён, вероятно, вскоре после этого. У них было два сына: Альбрехт (ум. 1344), женившийся на Софии из Цигенхайна и, по-видимому, бездетный, и Эрих (ум. 1338), оставшийся холостяком.
В 1303 году Альбрехт III и его братья разделили Саксен-Лауэнбург на три отдельных герцогства. Альбрехт III и Маргарита тогда властвовали в Саксен-Ратцебурге. После смерти Альбрехта III в 1308 году его брат Эрих I унаследовал часть доли Альбрехта, а Маргарита сохранила другую часть, чтобы воспитывать своих детей.
Маргарита умерла в 1315 году и была похоронена в кафедральном соборе Ратцебурга. После её смерти Эрих I также завладел её долей в Ратцебурге.